# 2018 en science
| Années de la science : 2015 - 2016 - 2017 - 2018 - 2019 - 2020 - 2021    |
| Décennies de la science : 1980 - 1990 - 2000 - 2010 - 2020 - 2030 - 2040 |

Cet article présente les faits marquants de l'année 2018 en science.

## Évènements
- 12 avril : annonce de la découverte de 50 nouveaux géoglyphes de Nazca au Pérou[1].
- 30 avril : un article de la revue Nature Genetics révèle le génome de la rose.

- 9 mai : publication des travaux entrepris en 2017 sur la grotte de Panga ya Saidi proche du nord de la côte du Kenya, occupée depuis 78 000 ans, qui permet d'étudier beaucoup mieux l'évolution progressive et continue de la technologie, des artefacts culturels et de la paléoécologie, ce qui renforce la thèse de l'évolution progressive et continue par rapport à celle de bonds technologiques provoqués par les migrations pan-africaines d'il y a 60 000 ans[2],[3].

- 13 juillet : la psychiatre française Muriel Salmona est décorée de la Légion d'honneur pour ses travaux en psychotraumatologie et ses années d'engagement bénévole auprès des victimes de violences au sein de son association Mémoire Traumatique et Victimologie[4].
- 26 juillet : le décalage d'Einstein a pu être observé en champ gravitationnel fort sur l'étoile S2 passant à proximité du trou noir massif du centre de la Voie lactée[5].

- 8 août :
  - identification de l'âge et de l'origine géographique de la mutation génétique causant la mucoviscidose[6]. L'étude montre que la diffusion de la maladie est liée à la culture campaniforme ;
- 22 août : les résultats de l'analyse d'un fragment osseux d'une adolescente de Denisova de 50 000 ans (désormais appelée Denny pour "Denisova-11"), publiés dans Nature, démontrent qu'il s'agit d'une hybride entre les Dénisoviens et les Néandertaliens, ce qui prouve que ces deux espèces d'hominidés s'accouplaient et pouvaient avoir une descendance[7].

- 3 septembre : découverte à Tal Samara, dans le Delta du Nil, d'un village néolithique, potentiellement le plus vieux connu dans la région, (le seul autre village potentiellement plus vieux étant celui de Saïs)[8].
- 11 septembre : datation d'un dessin au crayon d'ocre pointu sur une pierre vieux de 73 000 ans, découvert en 1991 dans la grotte de Blombos en Afrique du Sud, ce qui en fait le plus vieux dessin au crayon connu au monde[9].
- 27 septembre publication d'une nouvelle espèce de tétrapode fossile, le Laosuchus naga[10].

- 2 octobre : l'américain Arthur Ashkin, le Français Gérard Mourou, et la canadienne Donna Strickland reçoivent le Prix Nobel de physique pour leurs travaux sur les lasers.
- 3 octobre : le Prix Nobel de chimie est attribué à l'américaine Frances Arnold pour avoir conduit « la première étude sur l'évolution dirigée des enzymes, des protéines qui catalysent les réactions chimiques » et à l'américain George Smith et au britannique Gregory Winter pour leurs travaux sur les bactériophages.
- 23 octobre : découverte par l'expédition Black Sea MAP d'une épave quasiment intacte d'un navire de commerce grec antique remontant à environ 400 av. J.-C. au fond de la Mer Noire, première fois qu'une épave entière aussi vieille est trouvée en aussi bon état, la conservation ayant été permise par la rareté en oxygène de l'eau dans cette partie de la Mer Noire[11].

## Prix
- Prix Nobel
  - Prix Nobel de physiologie ou médecine : James P. Allison et Tasuku Honjo
  - Prix Nobel de physique : Arthur Ashkin, Gérard Mourou et Donna Strickland
  - Prix Nobel de chimie : Frances Arnold, George Smith et Gregory Winter
- Prix Lasker
  - Prix Albert-Lasker pour la recherche médicale fondamentale : Charles David Allis et Michael Grunstein
  - Prix Albert-Lasker pour la recherche médicale clinique : John B. Glen (de)

- Médailles de la Royal Society
  - Médaille Buchanan : Adrian Peter Bird
  - Médaille Copley : Jeffrey I. Gordon
  - Médaille Darwin : Bill Hill
  - Médaille Davy : John A. Pyle
  - Médaille Gabor : Cait MacPhee
  - Médaille Hughes : James Durrant
  - Médaille royale : Robert Stephen John Sparks, Lewis Wolpert, Shankar Balasubramanian et David Klenerman
  - Médaille Rumford : Ian Walmsley
  - Médaille Sylvester : Dusa McDuff

- Médailles de la Geological Society of London
  - Médaille Lyell : Julian A. Dowdeswell
  - Médaille Murchison : Janne Blichert-Toft
  - Médaille Wollaston : Terry Plank

- Prix Jules-Janssen (astronomie) : Alessandro Morbidelli
- Prix Turing en informatique : Yann Le Cun, Yoshua Bengio et Geoffrey Hinton
- Médaille Bruce (astronomie) : Tim Heckman (pt)
- Médaille linnéenne : Kamaljit S Bawa (en), Jeremy Holloway (d) et Sophien Kamoun

- Médaille d'or du CNRS : Barbara Cassin
- Grand Prix de l'Inserm : Alain Tedgui

## Décès

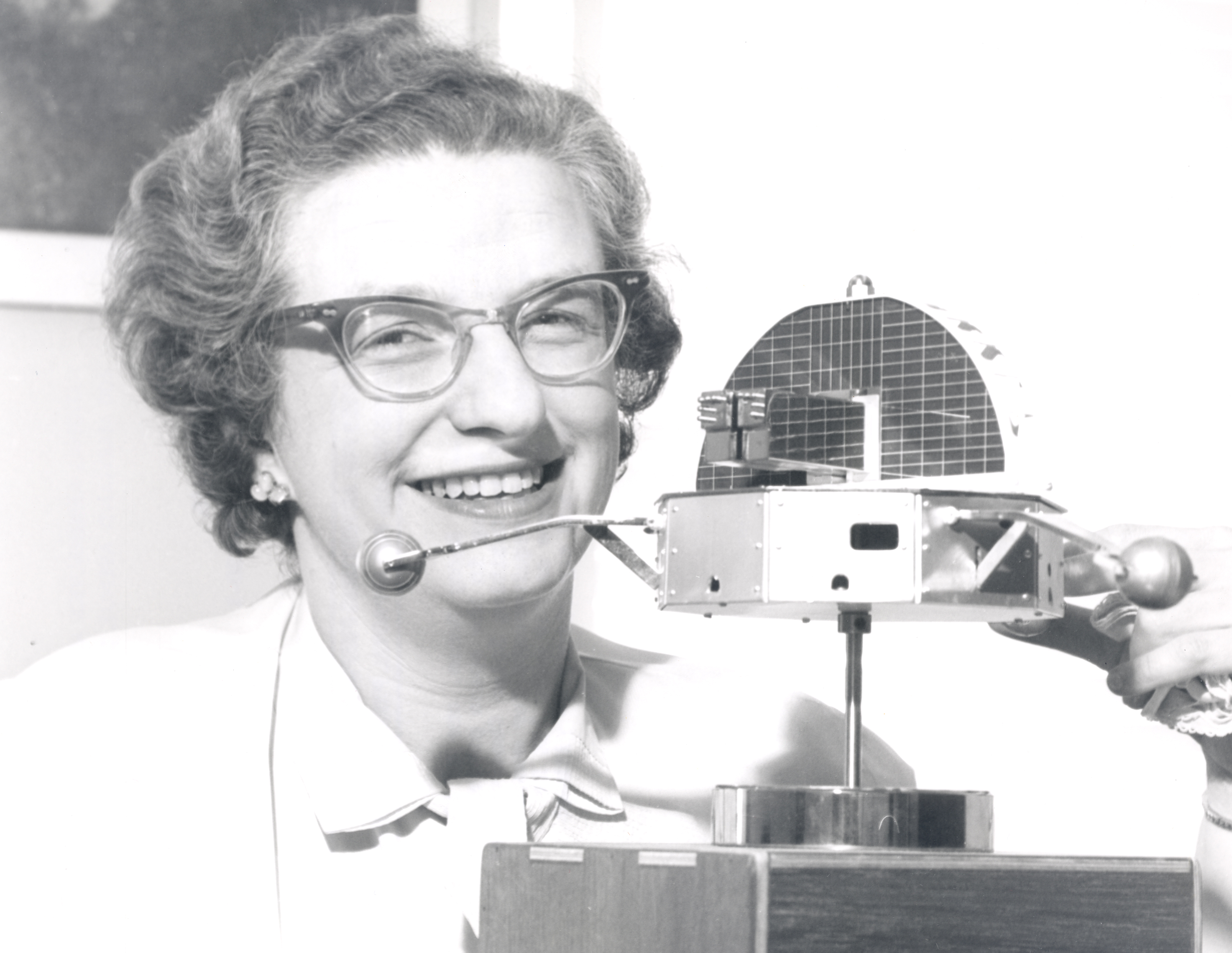
Nancy Roman

- 1er février : Barys Kit (né en 1910), mathématicien, physicien et chimiste biélorusse.
- 14 mars : Stephen Hawking (né en 1942), physicien théoricien et cosmologiste britannique.

- 22 avril : Ivan Neumyvakin (né en 1928), médecin russe, fondateur de la médecine spatiale.
- 30 septembre : Michel Serfati (né en 1938), mathématicien, philosophe et historien des sciences français.

- 9 octobre : Thomas Steitz (né en 1940), biologiste moléculaire américain.
- 12 octobre : Helen Neville (née en 1946), psychologue et neuroscientifique américaine.
- 16 octobre : Aldo de Luca (né en 1941), informaticien théoricien et mathématicien italien.

- 28 novembre : Andrea Milani Comparetti (né en 1948), mathématicien et astronome italien.
- 25 décembre : Nancy Roman (née en 1925), astronome américaine dite "la Mère de Hubble".